# Phanoderma etha
Phanoderma etha is een rondwormensoort uit de familie van de Phanodermatidae. De wetenschappelijke naam van de soort is voor het eerst geldig gepubliceerd in 1960 door Gadea.